# Кантагалу
Кантага́лу (порт. Cantagalo) — один із 7 районів у складі Сан-Томе і Принсіпі. Адміністративно належитья до провінції Сан-Томе. Адміністративний центр — місто Сантана.

## Географічне положення
Район розташований на сході острова Сан-Томе. До складу району також входить острівець Сантана.

## Населення
Населення району становить 18194 особи (2012; 14681 в 2006, 13258 в 2001, 11433 в 1991, 10435 в 1981, 9697 в 1970, 9758 в 1960, 8568 в 1950, 7854 в 1940).

## Населені пункти
Нижче подано список найбільших населених пунктів району (повний список тут):
| Населений пункт    | Населення, осіб (2001) | Населення, осіб (2007) | Населення, осіб (2008) |
| ------------------ | ---------------------- | ---------------------- | ---------------------- |
| Рібейра-Афонсу     | 1422                   | 1595                   | 1621                   |
| Рібоке-Сантана     | 1440                   | 1615                   | 1641                   |
| Агуа-Ізе           | 1044                   | 1171                   | 1190                   |
| Зандрігу           | 982                    | 1101                   | 1119                   |
| Кова-Агуа          | 636                    | 713                    | 725                    |
| Сантана            | 551                    | 618                    | 628                    |
| Пікау-Флор         | 549                    | 616                    | 626                    |
| Прая-Мессіаш-Алвеш | 513                    | 575                    | 585                    |
| Сідаде-Алта        | 429                    | 481                    | 489                    |
| Уба-Буду           | 380                    | 426                    | 433                    |